# Alfred Werner
Alfred Werner (ur. 12 grudnia 1866 w Miluzie w Alzacji, zm. 15 listopada 1919 w Zurychu) – szwajcarski chemik, twórca teorii związków kompleksowych, wyróżniony w roku 1913 Nagrodą Nobla w dziedzinie chemii za sformułowanie w 1891 roku koordynacyjnej teorii wartościowości (teoria Wernera). Prowadził także badania nad izomerią oksymów, wprowadził długą formę układu okresowego (tzw. tablica Wernera).